# Императрица (альбом)
«Императрица» — пятый студийный альбом российской певицы Ирины Аллегровой, выпущенный 2 августа 1997 года на лейблах Rec Records и АРС Records.

## Об альбоме
Несмотря на то, что в этот период певица плотно сотрудничала с продюсером Игорем Крутым, на данном альбоме нет ни одной песни его авторства. В альбом вошли песни абсолютно разных авторов: Игоря Николаева, Алексея Гарнизова, Юрия Гарина, Ларисы Рубальской, Любаши, Михаила Танича и других. Большинство песен имеют фирменную для Аллегровой эстетику — об одиноких, но сильных женщинах.
В 1997 году альбом, согласно «Российскому музыкальному ежегоднику», занял тринадцатое место по продажам на компакт-дисках и десятое на компакт-кассетах среди отечественных пластинок в России.
Сразу после выхода одноимённая песня с альбома стала большим и одним из главных хитов Аллегровой. По словам автора Николаева, эта песня — автобиографичная: у Аллегровой в девяностых действительно был «вечерний экипаж» в виде «Лады», который уносил её на окраину Москвы, где в одном из ресторанов друзья отдыхали и веселились, а иногда закрывали заведение и репетировали с местными музыкантами. С того момента СМИ стали величать её не иначе как «императрица российской эстрады», хотя сама певица настойчиво просит так её не называть: «Сколько лет я прошу не называть меня этим словом!.. Конечно, приятно, что прилипло, но…». Со временем Аллегрова даже перестала включать песню в свои концертные программы или исполнять по просьбам зрителей.
Для обложки альбома была использована картина «Портрет Анны-Марии фон Штадион» неизвестного художника.

## Отзывы критиков
| Оценки критиков | Оценки критиков |
| Источник        | Оценка          |
| --------------- | --------------- |
| Живой звук      | [ 10 ]          |

Илья Кормильцев из газеты «Живой звук» заявил, что Аллегрова становится «всё зрелее и величественнее», «надтреснутые интонации всё салоннее и шансоннее», а вместе с этим укрепляется и зреет тема последней любви у женщины. Он отметил, что такая эволюция «беспроигрышная», поскольку «поклонницы проходят через такие же эмоциональные проблемы среднего женского возраста синхронно с ней». В музыкальном же плане альбом его не удивил, а вот тексты потрясли метким и чисто женским наблюдением, что мужчина, имея любовницу, изменяет не только жене, но и любовнице — с законной супругой.
Газета «Комсомольская правда» назвала заглавную песню одной из лучших в репертуаре Аллегровой.

## Список композиций
| №                   | Название                   | Текст песни         | Музыка              | Длительность |
| ------------------- | -------------------------- | ------------------- | ------------------- | ------------ |
| 1.                  | «Императрица»              | Игорь Николаев      | Игорь Николаев      | 4:36         |
| 2.                  | «Подари эту ночь»          | Юрий Гарин          | Алексей Гарнизов    | 4:45         |
| 3.                  | «Измена»                   | Лариса Рубальская   | Александр Лукьянов  | 4:13         |
| 4.                  | «Отпусти меня»             | Юрий Гарин          | Алексей Гарнизов    | 5:43         |
| 5.                  | «Последнее письмо»         | Сергей Кучменко     | Сергей Кучменко     | 4:12         |
| 6.                  | «Балерина»                 | Татьяна Залужная    | Сергей Кучменко     | 3:18         |
| 7.                  | «Охотник»                  | Григорий Белкин     | Сергей Кучменко     | 4:28         |
| 8.                  | «Подружка»                 | Михаил Танич        | Игорь Демарин       | 3:31         |
| 9.                  | «Последнее танго в Париже» | Юрий Рыбчинский     | Вячеслав Назаров    | 6:21         |
| 10.                 | «Мулен-Руж»                | Юрий Рыбчинский     | Сергей Кучменко     | 4:50         |
| 11.                 | «Купи девчоночку»          | Юрий Гарин          | Владимир Быстряков  | 4:45         |
| Общая длительность: | Общая длительность:        | Общая длительность: | Общая длительность: | 50:42        |